# Convention théâtrale
On appelle convention théâtrale tout élément dramatique parfaitement irréaliste ou invraisemblable (que ce soit dans les décors, l'interprétation, les dialogues, la distribution, etc.) mais cependant considéré par le public comme tout à fait normal (par exemple : une simple table désigne la salle à manger) et sans quoi toute communication ou même toute sensibilité esthétique ne pourrait être transmise.
Cette convention est l'ensemble des présupposés idéologiques et esthétiques, explicites ou non, qui permettent au public de recevoir correctement la pièce. C'est une entente établie entre les spectateurs et les artistes selon laquelle le spectacle s'inscrit dans des normes connues et acceptées. La convention la plus élémentaire au théâtre, du moins sur une scène traditionnelle, est l’absence de quatrième mur. L’emploi des apartés ou de décors peints en a longtemps constitué une autre.
Le théâtre où, par définition, tout est faux hormis la présence d’acteurs et de spectateurs dans un lieu réel (l’« ici et maintenant »), est spécifiquement un art de la convention. Sinon Roméo et Juliette ne se relèveraient pas à la fin pour venir saluer…
Jacques Copeau disait : J'appelle convention au théâtre l'usage et la combinaison infinie de signes et de moyens très limités, qui donnent à l'esprit une liberté sans limite et laissent à l'imagination du poète toute sa fluidité.